# Đoàn Anh Dũng
Đoàn Anh Dũng (sinh ngày 2 tháng 2 năm 1977) là chính trị gia nước Cộng hòa xã hội chủ nghĩa Việt Nam. Ông hiện là Phó Chủ nhiệm Ủy ban Kiểm tra Trung ương Đảng Cộng sản Việt Nam.
Ông từng là Phó Bí thư Tỉnh ủy, Chủ tịch Ủy ban nhân dân tỉnh Bình Thuận, Ủy viên Ủy ban Kiểm tra Trung ương Đảng Cộng sản Việt Nam khóa XIII, Vụ trưởng, Thư ký Chủ nhiệm Ủy ban Kiểm tra Trung ương.
Đoàn Anh Dũng là đảng viên Đảng Cộng sản Việt Nam, học vị Cử nhân Quản trị kinh doanh, Thạc sĩ Luật học, Cao cấp lý luận chính trị. Ông có sự nghiệp nhiều năm công tác ở ngành kiểm tra, kỷ luật Đảng tại Ủy ban Kiểm tra Trung ương.

## Xuất thân và giáo dục
Đoàn Anh Dũng sinh vào ngày 2 tháng 2 năm 1977, quê quán tại xã Đức Thuận, huyện Đức Thọ, tỉnh Nghệ Tĩnh, nay là phường Đức Thuận thuộc thị xã Hồng Lĩnh, tỉnh Hà Tĩnh, Cộng hòa xã hội chủ nghĩa Việt Nam. Ông lớn lên và tốt nghiệp phổ thông ở Hà Tĩnh, vào năm 1995 thì thi đại học đỗ Trường Đại học Kinh tế Quốc dân, ra thủ đô theo học Khoa Quản trị kinh doanh của trường và tốt nghiệp cử nhân chuyên ngành này vào tháng 7 năm 1999. Trong những năm sau đó, ông theo học cao học ở Trường Đại học Luật Hà Nội, nhận bằng Thạc sĩ Luật học. Ông được kết nạp Đảng Cộng sản Việt Nam khi còn học đại học, từng tham gia khóa học chính trị và có trình độ Cao cấp lý luận chính trị tại Học viện Chính trị Quốc gia Hồ Chí Minh.

## Sự nghiệp
Tháng 7 năm 1999, sau khi tốt nghiệp Kinh tế quốc dân ở Hà Nội, Đoàn Anh Dũng về Nghệ An và bắt đầu sự nghiệp của mình ở cơ quan nhà nước thuộc tỉnh này. Trong giai đoạn 2002–2006, ông công tác ở Bưu điện và Sở Thông tin – Truyền thông tỉnh Nghệ An.

### Bình Thuận
Vào tháng 11 năm 2022, Đoàn Anh Dũng được miễn nhiệm vị trí Ủy viên Ủy ban Kiểm tra Trung ương, được điều về tỉnh Bình Thuận, chỉ định vào Ban Thường vụ Tỉnh ủy bởi Ban Bí thư Trung ương Đảng, nhậm chức Phó Bí thư Tỉnh ủy Bình Thuận vào ngày 14 tháng 11. Ông là cán bộ được giới thiệu để bầu làm Chủ tịch Ủy ban nhân dân tỉnh Bình Thuận, được điều động về địa phương cùng thời điểm với Thứ trưởng Bộ Tài chính Tạ Anh Tuấn ở tỉnh Phú Yên để thay thế cho các chủ tịch tỉnh là Lê Tuấn Phong và Trần Hữu Thế bị kỷ luật Đảng, xin thôi chức và được miễn nhiệm. Ngày 18 tháng 11, tại kỳ họp thứ 11 của Hội đồng nhân dân tỉnh Bình Thuận khóa XI, ông chính thức được bầu làm Chủ tịch tỉnh nhiệm kỳ 2021–26 với tỷ lệ 44/46 đại biểu đồng ý.

### Ủy ban Kiểm tra Trung ương
Tháng 6 năm 2006 thì được điều tới Ủy ban Kiểm tra Trung ương Đảng Cộng sản Việt Nam làm kiểm tra viên. Sau đó, ông liên tục công tác ở Vụ Tổng hợp của Ủy ban Kiểm tra Trung ương, lần lượt là kiểm tra viên chính, kiểm tra viên cao cấp, Phó phòng, Trưởng phòng Thư ký, Phó Vụ trưởng rồi Vụ trưởng Vụ Tổng hợp với chức năng tham mưu tổng hợp cho công tác thực hiện các nhiệm vụ, quyền hạn về kiểm tra, giám sát và thi hành kỷ luật trong Đảng của Ủy ban. Trong thời gian này, ông cũng là Thư ký Chủ nhiệm Ủy ban Kiểm tra Trung ương là Ủy viên Bộ Chính trị, Bí thư Ban Bí thư Trần Cẩm Tú – chính trị gia cùng quê Hà Tĩnh với mình.
Tháng 1 năm 2021, Đoàn Anh Dũng là đại biểu tham dự Đại hội Đảng Cộng sản Việt Nam lần thứ XIII, được bầu làm 1 trong 19 Ủy viên Ủy ban Kiểm tra Trung ương khóa XIII.
Ngày 24 tháng 1 năm 2025, ông được Hội nghị Ban Chấp hành Trung ương Đảng bầu giữ chức Ủy viên Ủy ban Kiểm tra Trung ương. Ngày 12 tháng 2 năm 2025, Bộ Chính trị quyết định chuẩn y giữ chức Phó Chủ nhiệm Ủy ban Kiểm tra Trung ương khóa XIII, nhiệm kỳ 2021 - 2026 đối với ông.